# Postgeschichte und Briefmarken von Island

Die Flagge Islands

Die Postgeschichte Islands ist auf Grund der isländischen Geschichte eng mit dem ehemaligen Mutterland Dänemark verbunden. Trotzdem verausgabte die heutige Republik im hohen Norden bereits ab 1873 eigene Briefmarken.

## Island unter dänischer Herrschaft

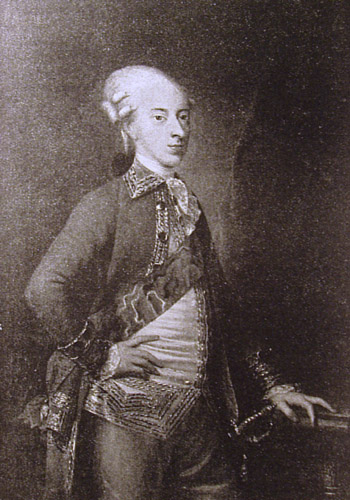
Christian VII. von Dänemark – Vater des isländischen Postsystems

### Die Anfänge des isländischen Postsystems
Die Anfänge des isländischen Postsystems (s. Íslandspóstur) gehen auf das Jahr 1776 zurück. Zur damaligen Zeit stand Island noch unter dänischer Herrschaft. Am 13. Mai des Jahres verfügte der dänische König Christian VII. über die Einrichtung eines eigenen Postsystems auf der Insel Island. Zwei Jahre später wurde ein Schiffspostverkehr zwischen der dänischen Hauptstadt Kopenhagen und der größten Stadt Islands Reykjavík eingerichtet. Anfänglich verkehrte nur ein Schiff pro Jahr. Diese Verbindung wurde allerdings stetig erweitert und ausgebaut. Im Jahre 1858 gab einen regelmäßigen Schiffspostverkehr von April bis zum November.
In Island zeigte sich der Aufbau eines Postsystems nach dem europäischen Vorbild als äußerst schwierig. Der Aufbau ging an der dichter besiedelten Westküste schneller voran als im Osten. Im Jahre 1831 war es möglich geworden die Bevölkerung entlang dieser Küstenlinien acht Mal pro Jahr postalisch zu versorgen. Im Jahre 1849 erstreckte sich schließlich das Postsystem über die ganze Insel und konnte eine regelmäßige Briefbeförderung garantieren. Mehrere neue Postämter wurden in dieser Periode außerhalb Reykjavíks eröffnet.

### Die Einführung der Briefmarke

Der Wert zu 2 Skildingar von 1873

Die Briefmarke wurde im März 1870 in Island eingeführt. Es handelte sich dabei um dänische Briefmarken, die von nun an auch im isländischen Postsystem Verwendung fanden. Die dänischen Briefmarken zeigten die dänische Krone, beziehungsweise ab dem Jahre 1871 beschränkte man sich auf eine Ziffernzeichnung. Die Briefmarkenausgaben waren bereits gezähnt, nachdem die ersten dänischen Briefmarken aus dem Jahre 1851 noch unperforiert herausgegeben wurden. Die dänischen Briefmarken waren zunächst nur an den Postämtern in Reykjavík und Seyðisfjörður erhältlich. Die isländischen Postämter besaßen zur damaligen Zeit noch einfache Nummernstempel. Diesen beiden Postämtern waren die Nummern 236 und 237 zugeteilt. Nur anhand dieser Nummern können Briefmarken, die in Island Verwendung fanden, von Briefmarken, die in Dänemark Verwendung fanden, unterschieden werden.
Nachdem in Island über zwei Jahre lang dänische Briefmarken ausgegeben worden waren, entschloss sich die Regierung schließlich, eigene Briefmarken für die Insel herstellen zu lassen. Am 1. Januar 1873 wurden schließlich fünf verschiedene Werte eigens für Island ausgegeben. Diese Briefmarken ähnelten in ihrer Zeichnung den dänischen Briefmarken von 1871. Die Briefmarken kamen teilweise ungezähnt vor und sind nur in wenigen Stücken erhalten geblieben. In das Briefmarkenpapier war ein Wasserzeichen eingearbeitet, das die dänische Krone zeigt. Die fünf Werte zu 2, 3, 4, 8 und 16 Skildingar waren die Einzigen ihrer Währung, da bereits 1876 eine Umstellung von Rikisdalur auf Krona stattfand.
Zuvor war am 1. Juli 1875 der Eintritt in den Weltpostverein gemeinsam mit Dänemark erfolgt.

### Die Zeit bis zum Ende des Ersten Weltkriegs

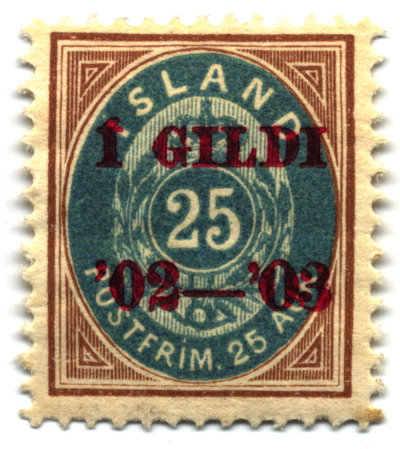
Briefmarke mit dem Aufdruck Í Gildi ’02–’03

Die folgenden Briefmarkenserien in Aurar und Krona zeigen weiterhin eine Ziffernzeichnung und sind stets an die dänischen Briefmarkenausgaben angelegt. Diese finden sich bis zum Jahre 1902. Zu dieser Zeit kam es schrittweise auch zu einer Abschaffung der Nummernstempel. Am Ende dieser Periode wurden die Briefmarken mit dem schwarzen oder rotem Aufdruck Í Gildi ’02–’03 versehen. Diese wurden gleichzeitig mit einer neuen Briefmarkenserie mit dem Bildnis König Christian IX. vom 9. Oktober 1902 ausgegeben und verstehen sich als zusätzliche Aushilfsausgabe. Einige dieser Werte sind nur in wenigen Stücken erhalten geblieben.
Nach dem Tode des Königs Christian IX. im Jahre 1906 zierte der neue dänische König Friedrich VIII. Islands Briefmarken. Im Jahre 1911 kam es jedoch zur Herstellung einer Briefmarkenausgabe, die sich erstmals auf Island selbst bezog. Anlässlich des 100. Todestag Jón Sigurðssons, einem Vorkämpfer für Islands Selbstständigkeit von Dänemark, wurden sechs Briefmarken ausgegeben, auf denen sein Porträt zu sehen war. Nach dem neuerlich Thronwechsel im Jahre 1912 kam es vorerst zu keiner neuen Briefmarkenausgabe.
Während des Ersten Weltkrieges blieb Dänemark neutral. Im Jahre 1918 wurde der Unionsvertrag mit Dänemark unterzeichnet. Island trat nun auch als eigenes Mitgliedsland am 15. November 1919 in den Weltpostverein ein.

### Mit Dänemark vereinigtes Königreich

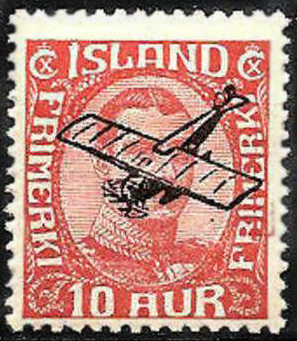
Briefmarke mit Flugzeugaufdruck

Trotz der weitgehenden Unabhängigkeit vom dänischen Postwesen seit dem Ersten Weltkrieg zierte die erste Nachkriegsfreimarkenserie wiederum der dänische König. In diesem Fall handelte es sich um König Christian X., der – obwohl er bereits seit dem Jahre 1912 regierte – erst im Februar 1920 seine eigene Freimarkenserie erhielt. Diese Briefmarken sollten bis zum Jahresende 1946 in Verwendung bleiben. Der Beginn des weitgehend unabhängigen isländischen Postwesens war jedoch auch durch zahlreiche Schwierigkeiten geprägt. In den 1920er Jahren mussten beispielsweise zahlreiche alte Restbestände ungültiger Briefmarken überdruckt und neu ausgegeben werden, um Engpässe auszugleichen. So kam es, dass König Christian IX. und Jón Sigurðsson von neuem auf Islands Briefmarken zu sehen waren.
Zur selben Zeit kam es zum Aufbau des isländischen Flugpostnetzes. Dieses sollte sowohl innerhalb des Landes als auch für Postverbindungen ins Ausland eine deutliche Verbesserung mit sich bringen. Im Jahre 1928 fanden schließlich die ersten isländischen Postflüge statt. Diese konnten mit eigens geschaffenen Flugpostmarken frei gemacht werden. Dabei handelte es sich um die gewöhnlichen Freimarken mit dem Bildnis Christian X. mit einem aufgedruckten Flugzeug. Zunächst wurde nur der Wert zu 10 Aurar, später auch jener zu 50 Aurar überdruckt.

### Das Jubiläumsjahr 1930

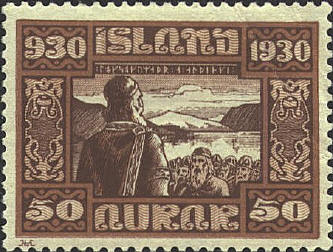
Briefmarke zum 1000. Geburtstag des Althings

Im Jahre 1930 feierte Island den 1000. Geburtstag des Althings. Dieses besonderen Ereignisses sollte auch durch eine eigene Briefmarkenausgabe gedacht werden. Bereits im Jahre 1928 war der Verein der Islandfreunde aus Wien an die isländische Postverwaltung aufgrund dieses Jubiläums herangetreten. Diese schlug vor eine eigene Briefmarkengedenkserie herzustellen und sie Island als Geschenk zu überreichen. Im Gegenzug sollte es dem Verein gewährt werden, eine kleinere Anzahl dieser Briefmarken zu behalten. Dem verantwortlichen isländischen Postmeister Sigurður Briem kamen bei diesem Angebot jedoch starke Zweifel an der Seriosität des Angebots und er versuchte das isländische Parlament zu einer Ablehnung des Geschenks zu bewegen. Ungeachtet seiner Einwände nahm diese das Geschenk jedoch an und erhielt so im Dezember 1929 Briefmarken im Gesamtwert von 600.000 Kronur. Angeblich sollten restliche Briefmarken im Werte von 213.000 Kronur in Wien verblieben sein. Schon bald zeigte sich, dass diese Menge keinesfalls mit der tatsächlichen zurückbehaltenen Menge übereinstimmen konnte. Vermutlich war es zur Produktion von Briefmarken im Gesamtwert von 1.813.000 Kronur, also mehr als dem Doppelten, gekommen, was einen Verbleib von 1.213.000 Kronur-Briefmarken in Wien zur Folge gehabt hätte. Polizeiliche Ermittlungen mussten jedoch nach mehreren Jahren ergebnislos eingestellt werden. Dem Verein der Islandfreunde dürfte der Verkauf der Briefmarken freilich einen erheblichen Gewinn eingebracht haben.
Nicht nur die Geschichte ihrer Entstehung, sondern auch die Briefmarkenausgabe selbst stellt eine Besonderheit der isländischen Postgeschichte dar. Die Hauptserie zu 15 Werten stammt aus der Wiener Druckerei Elbemühl und wurde größtenteils von isländischen Künstlern entworfen. Die Motive zeigen isländische Landschaften und historische Szenen sowie das Land und die Flagge Islands. Zuvor wurden nur fünf Briefmarken im Jahre 1925 mit einer vergleichbaren Motivwahl ausgegeben. Unter Philatelisten zählt sie zu den schönsten und am aufwändigsten gestalteten Briefmarken des Landes. Des Weiteren gibt es noch sechs weitere Flugpostmarken zu diesem Anlass, die Flugzeuge vor isländischen Landschaften und einen Falken zeigen.

### Der Weg zur Republik Island

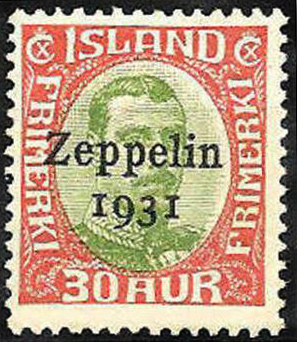
Briefmarke mit dem Aufdruck Zeppelin 1931

Am 1. Juli 1931 besuchte LZ 127 auch Reykjavík. Dieses besondere Ereignis in der isländischen Luftpostgeschichte wurde durch eine eigene Briefmarkenausgabe gewürdigt. Hierzu wurde wiederum Christian X. überdruckt. Dieses Mal wurde er jedoch statt von einem Flugzeug von dem Schriftzug Zeppelin 1931 verdeckt. Diese Briefmarken waren zur Frankierung von Postsendungen, die mit dem Zeppelin fliegen sollten, gedacht. Dies konnte geschehen, ohne dass jemals ein Zeppelin in Island landete. Die Postsendungen wurden mit Taschen hinauftransportiert, während der Zeppelin in einer geeigneten Höhe wartete.
Die Folgezeit war geprägt von Briefmarken die Motive nach dem Vorbild der Althing-Serie zeigten. Das Postwesen selber konnte sich auch immer mehr etablieren. Es kam zu keinerlei Engpässen oder anderen Probleme wie noch wenige Jahre zuvor. Unter anderem erfolgte im Jahre 1933 die Ausgabe der ersten isländischen Wohltätigkeitsmarken und im Jahre 1937 die Ausgabe des ersten isländischen Blockes. Dieser wurde anlässlich des 25-jährigen Regierungsjubiläums des Königs ausgegeben. Schon ein Jahr später folgte die nächste Blockausgabe nach.

## Die Republik Island

### Die ersten Jahre der Republik
Während des Zweiten Weltkrieges wurde Island zunächst von Großbritannien im Jahre 1940 und später von den US-Amerikanern besetzt. Dies hatte keine größeren Auswirkungen auf das isländische Postwesen, zeigte sich jedoch im Einrichten mehrerer Feldpostämter der Besatzer. Der britische Feldpostdienst auf Island wurde jedoch bereits 1943 wieder eingestellt. Während dieser Zeit brachen die Beziehungen zum Unionspartner Dänemark weitgehend ab, da dieser vom Deutschen Reich besetzt wurde. Noch während des Weltkrieges kam es am 17. Juni 1944 zur Ausrufung der Republik Island und zur völligen Loslösung von Dänemark.
Der erste Präsident der jungen Republik wurde Sveinn Björnsson. Die isländische Post entschied sich jedoch nicht Björnsson, sondern Jón Sigurðsson, der bereits mehrmals auf isländischen Briefmarken erschienen war, die erste Briefmarkenserie der Republik vom 17. Juni 1944 zu widmen. Sveinn Björnsson erhielt seine Gedenkmarke erst nach seinem Tode im Jahre 1952.

### Die Entwicklung bis 2020
Das isländische Postsystem blieb in der Republik weitgehend unverändert, wurde jedoch ständig erweitert. Heute zählt die Iceland Post Ltd. (Íslandspóstur) mit fast 1200 Mitarbeitern zu einem der größten Arbeitgeber des Landes. Die Motive der Briefmarkenausgaben Islands blieben weitgehend von politischen Ereignissen verschont, aktuelle Ereignisse wie beispielsweise Vulkanausbrüche wurden jedoch thematisiert. Im Allgemeinen gehören fast nur heimatbezogene Motive zum Ausgabeprogramm der isländischen Post.
Nach eigenen Angaben hatte die isländische Post beschloosen, am 29. Oktober 2020 ihre letzten Briefmarken-Ausgaben herauszugeben. Bereits ein Jahr zuvor war die Philatelie-Abteilung am 31. Dezember 2019 geschlossen worden.

### Weitere Entwicklungen nach 2020
Entgegen ursprünglicher Planungen wurden im Jahre 2023 erneut vier Briefmarken herausgegeben. Anlass hierfür war das 150-jährige Jubiläum der Ausgabe der ersten isländischen Briefmarken im Jahre 1973. Ob in Zukunft weitere Briefmarken herausgegeben werden sollen, war zu diesem Zeitpunkt noch nicht entschieden.